# 1807 en droit
Cet article présente les faits marquants de l'année 1807 en droit.

## Événements
- États-Unis : le New Jersey, seul État à avoir accordé le droit de vote aux femmes dans sa Constitution, abroge cette disposition.
- Le Parlement britannique déclare illégal le trafic des esclaves. Le commerce des esclaves est interdit aux sujets britanniques et dans l’Empire britannique.

### Mars
- 2 mars, États-Unis : interdiction de l’importation d’esclaves, sans abolition de l’esclavage. La loi n’est pas appliquée et 250 000 esclaves auraient été débarqués illégalement avant la guerre de Sécession.
  - Le prix de vente des esclaves passe de 500 dollars l’unité en 1805 à 2 500 en 1860. Le trafic continue directement ou via Cuba, où les esclaves achetés 10 dollars en Afrique sont revendus

### Avril
- 11 avril, Canada : Ezekiel Hart, un riche marchand juif de Trois-Rivières, est élu député lors d’une élection partielle. Le 18 avril, le journal le Canadien publie la lettre d’un lecteur accusant le commerçant d’avoir ruiné certains citoyens. Le 1er février 1808, la Chambre critique l’assermentation du député parce qu’il a prêté serment sur la Bible et « que ce dernier ne [pouvait] prêter serment selon les exigences de la loi ». Le 20 février 1808, il est expulsé par l’Assemblée législative.

### Septembre
- 16 septembre, France : la Cour des comptes est créée par Napoléon Ier

### Décembre
- 17 décembre : décret de Milan ; saisie de tout navire ayant touché au Royaume-Uni et payé la taxe de 25 % exigée par les Britanniques pour autoriser les neutres à entrer dans les ports européens.
- 18 décembre, États-Unis : l’Embargo Act ferme les ports américains.